# 奥兰治城 (佛罗里达州)
奥兰治城（英語：Orange City）是美国佛罗里达州沃卢西亚县的一座城市。
根据2000年美国人口普查，奥兰治城共有6,604人，其中白人占92.97%、非裔美国人占3.66%。